# Korsettkontroversen

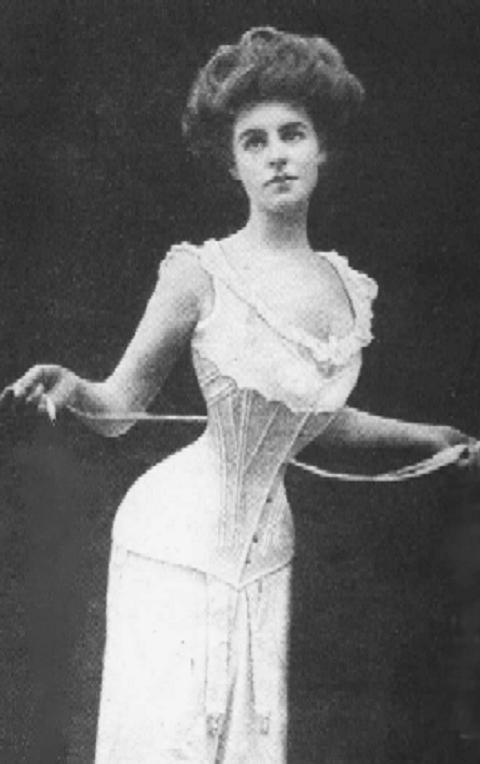
Kvinna i hårt åtsnörd korsett, cirka 1910.

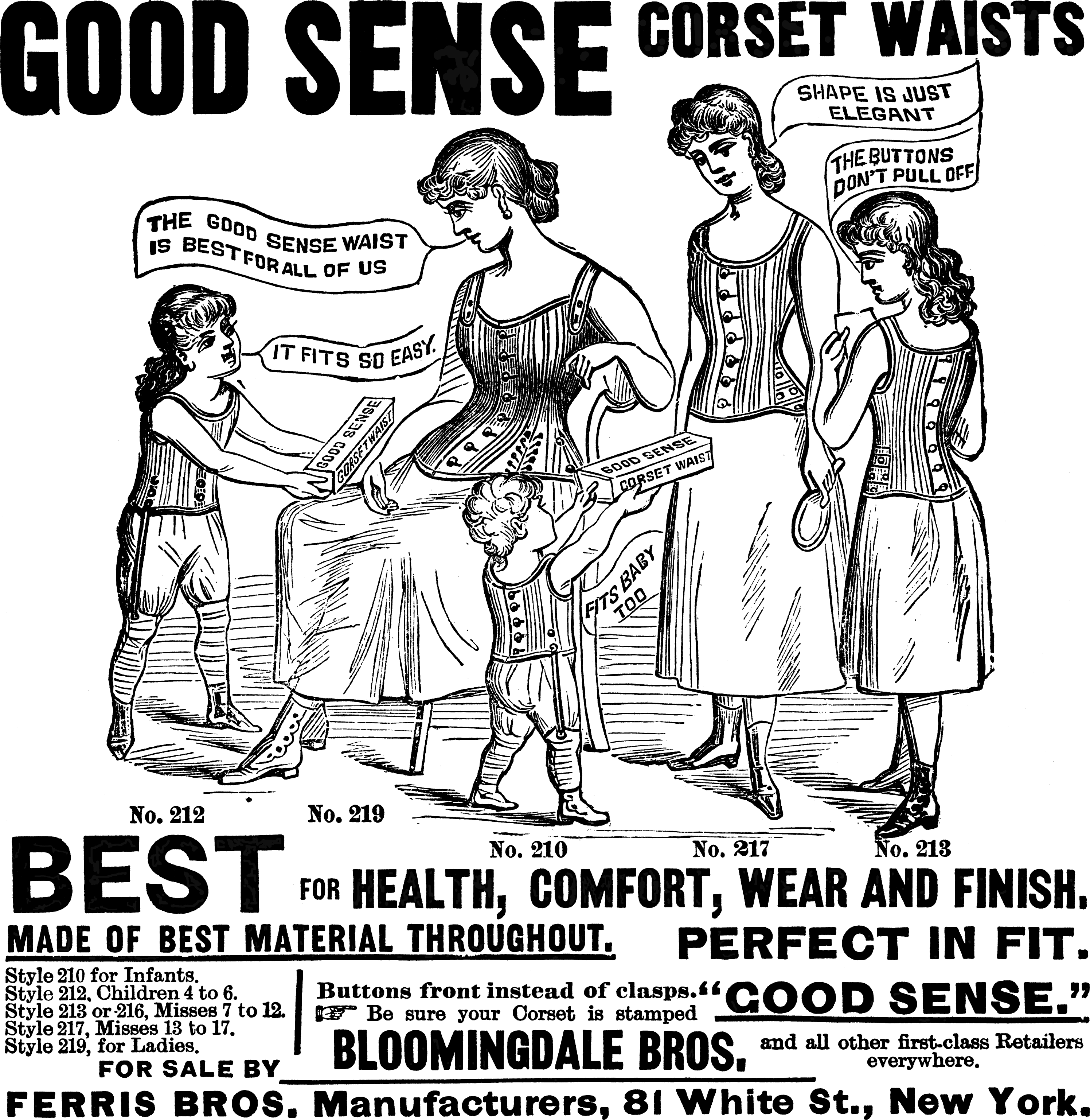
Korsettannons för en vuxen kvinna och hennes döttrar i alla åldrar från tonåren till småbarnsåren, 1886.

Korsettkontroversen ('Corset Controversy') är termen för den offentliga debatten för och emot korsetten som pågick i västerländsk press mellan 1820-talet, då korsetten återigen blev modern efter empirtidens midjelösa mode, och 1920-talet, då korsetten återigen blev omodern genom det nya midjelösa flappermodet efter första världskriget. 
Från 1500-talet och framåt hade olika former av snörliv använts och kritiserats genom karikatyrer, men det var först på 1800-talet en debatt mellan förespråkare och motståndare kom igång, och en kontinuerlig debatt pågick i pressen genom artiklar och insändare i hundra år. 

## Historik
Det var i mitten av 1820-talet som korsetten återigen blev modern, då det midjelösa modet försvann och midjan återigen hamnade på sin naturliga plats. Samtidigt blev en timglasformad figur skönhetsidealet, och man åstadkom en kontrastverkan genom allt vidare kjolar och allt hårdare åtsnörd midja. Modet uppmuntrades av korsettfabrikanter, och korsettannonser förekom allmänt i pressen. 
Under 1800-talet bars korsett ibland dygnet runt av vuxna kvinnor ur över- och medelklassen. Mödrar tvingade sina döttrar att böja bära korsett så tidigt som i tio-tolvårsåldern för att förbereda och forma deras figur till det ideal som krävdes på äktenskapsmarknaden. Frågan var i viss mån en klassfråga eftersom kvinnor ur arbetarklassen sällan bar hårt åtsnörda korsetter, men arbetsgivare i vissa yrken, som i modebutiker, kunde kräva att deras anställda bar korsett, och att den snördes till viss omkrets. 
Läkarvetenskapen varnade för korsettbruket i allmänhet, men först och främst för vad man betecknade som "hårdsnörning", och i pressen förekom regelbundet artiklar av läkare som kritiserade bruket. En typisk debatt i pressen under korsettkontroversens tid inleddes ofta av en artikel skriven av en läkare som kritiserade korsettbruk, eller i varje fall hårdsnörning av korsetterna, med hänvisning till dess hälsoskadliga följder. Denna artikel möttes sedan av repliker och vittnesmål i form av både kritik och stöd, ofta av kvinnliga insändare (eller insändare som sade sig vara kvinnor). Korsetternas förespråkare menade ofta att korsetterna var till stöd och skydd för kvinnokroppen och fördelaktig för dess utveckling och hälsa, att smärtan inte var svår när vanan väl var inne, samt ifrågasatte hur hårdsnörning skulle definieras. 
En insändare beskrev snörningen från en tjänsteflickas synpunkt: 
"Jag hoppas att ni ursäktar detta brev, men efter att ha läst den hedervärda Mrs. B:s artikel om hårdsnörning, tänkte jag att en från en kammarjungfru kunde intressera er, eftersom vi ser en hel del av detta. Jag lever med en ung gift dam för ögonblicket, som är mycket noga med sin figur och utseende, och hennes man talar alltid med henne om smala midjor och snörning, eftersom han beundrar det väldigt mycket. Hon är lång [...] och välbyggd, så ni kan föreställa er vilket besvär det är att dra in henne till 43 cm, men hon har en praktfull figur då hon är klädd. Hon har alltid snörts hårt, men aldrig mindre än 48 cm förrän hon gifte sig för ett år sedan. Hennes man övertalade och besvärade henne sedan med att minska sin storlek. Folk tänker inte på vilken smärta hon genomgår när de beundrar hennes smala midja och avsmalnande figur; men hon är söt, och mycket blek, vacker hy, och med vita mjuka händer och vackra fötter, så hennes kvinnliga fåfänga stödjer henne. Klockan nio snör jag henne efter efter hennes bad, och en huspiga hjälper mig att pressa in hennes midja ordentligt. Medan jag snör blir hon mycket blek, och det rycker i hennes läppar när jag drar åt. Hon äter aldrig lunch, och går inte så mycket. Under nätterna bär hon en mjukare korsett med ett midjemått på 48 cm, eftersom hon säger att det är mer plågsamt att låta hennes kropp utvidga sig helt, och sedan snöra upp den igen, än att alltid hålla den vid ungefär samma storlek. 
Korsettbruket kritiserades även av dräktreformrörelsen, som i slutet av 1800-talet började nå viss framgång i takt med att idrott och hälsa blev modern för kvinnor ur överklassen. Debatten dog ut på 1920-talet i samband med en revolution av modet, då korsetten blev permanent omodern. 